# Tanghekou
Tanghekou (kinesiska: 汤河口, 汤河口镇) är en köping i Kina. Den ligger i stadsdistriket Huairou i Pekings storstadsområde, i den norra delen av landet, omkring 92 kilometer norr om stadskärnan. Antalet invånare är 6 372. Befolkningen består av 2 989 kvinnor och 3 383 män. Barn under 15 år utgör 10,0 %, vuxna 15-64 år 72 %, och äldre över 65 år 16,0 %.